# Andreas Kofler
Andreas Kofler, avstrijski smučarski skakalec, 17. maj 1984, Innsbruck, Tirolska, Avstrija.
Skakati je začel pri 10. letih. Leta 2002, je kot 18-letnik prvič nastopil v svetovnem pokalu, kjer je takoj zablestel. Na četrti tekmi Novoletne turneje v Bischofshofnu je končal na 2. mestu, skupno pa je bil četrti.
Svojo prvo zmago je osvojil v sezoni 2005/06 v nemškem Willingenu.
Na olimpijskih igrah v Torinu je na veliki skakalnici za 0,1 točke zgrešil zlato medaljo, ki jo je osvojil njegov rojak Thomas Morgenstern. Bil je tudi član avstrijske ekipe, ki je osvojila zlato medaljo.
Na svetovnem prvenstvu v Saporu leta 2007 je z avstrijsko ekipo osvojil zlato medaljo.
Na novoletni turneji je že na prvi tekmi dokazal, da tista zmaga v Willingenu ni bila naključna, saj je brez težav odpravil konkurenco in se v Oberstdorfu veselil 2. zmage za svetovni pokal. V začetku leta 2010 pa si je izpolnil otroške sanje, saj je osvojil prestižno novoletno turnejo in na njenem prestolu zamenjal rojaka Loitzla.

## Zmage
| Sezona  | Država/Prizorišče |
| ------- | ----------------- |
| 2005/06 | Willingen         |
| 2009/10 | Oberstdorf        |

### Zmage na ekipnih tekmah
| Datum            | Prizorišče |
| ---------------- | ---------- |
| 4. marec 2006    | Lahti      |
| 11. februar 2007 | Willingen  |
| 10. marec 2007   | Lahti      |
| 7. februar 2009  | Willingen  |